# Liotia
Liotia là một chi ốc biển rất nhỏ, là động vật thân mềm chân bụng sống ở biển trong họ Liotiidae.

## Các loài
- Liotia admirabilis E. A. Smith, 1890
- Liotia arenula E. A. Smith, 1890
- Liotia atomus Issel, 1869
- Liotia cancellata (Gray, 1828)
- Liotia echinacantha Melvill & Standen, 1903
- Liotia fenestrata Carpenter, 1864
- Liotia microgrammata Dall, 1927
- Liotia romalea Melvill & Standen, 1903
- Liotia squamicostata E. A. Smith, 1903

Loài mang danh pháp đồng nghĩa
- Liotia acrilla Dall, 1889: syn. Cyclostrema cancellatum Marryat, 1818
- Liotia acryla Dall W.H., 1889: syn. Cyclostrema cancellatum Marryat, 1818
- Liotia acuticostata Carpenter, 1864: syn. Lirularia acuticostata (Carpenter, 1864)
- Liotia admirabilis auct. non E. A. Smith, 1890: syn. Macrarene digitata McLean, Absalao & Santos Cruz, 1988
- Liotia amabilis Dall, 1889: syn. Cyclostrema amabile (Dall, 1889)
- Liotia aspina Dall, 1889: syn. Arene briareus (Dall, 1881)
- Liotia asteriscus Gould, 1859: syn. Pseudoliotia asteriscus (Gould, 1859)
- Liotia bairdii Dall, 1889: syn. Arene bairdii (Dall, 1889)
- Liotia bellula H. Adams, 1873: syn. Bothropoma bellulum (H. Adams, 1873)
- Liotia brasiliana Dall, 1927: syn. Arene brasiliana (Dall, 1927)
- Liotia briareus Dall, 1881: syn. Arene briareus (Dall, 1881)
- Liotia californica Dall, 1908: syn. Arene californica (Dall, 1908)
- Liotia carinata Carpenter, 1857: syn. Arene lurida (Dall, 1913)
- Liotia centrifuga Dall, 1896: syn. Arene centrifuga (Dall, 1896)
- Liotia cookeana Dall, 1918: synoym of Liotia fenestrata Carpenter, 1864
- Liotia dautzenbergi Bavay, 1917: syn. Astrosansonia dautzenbergi (Bavay, 1917)
- Liotia discoidea Reeve, 1843: syn. Pseudoliotina discoidea (Reeve, 1843)
- Liotia erici Strong & Hertlein, 1939: syn. Haplocochlias erici (Strong & Hertlein, 1939)
- Liotia fulgens Gould, 1859: syn. Turbo cidaris cidaris Gmelin, 1791
- Liotia gemma auct. non Tuomey & Holmes, 1856: syn. Arene tricarinata (Stearns, 1872)
- Liotia hedleyi Prichard & Gatliff, 1899: syn. Munditia hedleyi (Prichard & Gatliff, 1899)
- Liotia heimi Strong & Hertlein, 1939: syn. Parviturbo stearnsii (Dall, 1918)
- Liotia huesonica Dall, 1927: syn. Cyclostrema huesonicum (Dall, 1927)
- Liotia incerta Tenison-Woods, 1877: syn. Munditia tasmanica (Tenison-Woods, 1875)
- Liotia krausii Gray J.E. in Gray M.E., 1850: syn. Pseudotorinia kraussi J.E. Gray in M.E. Gray, 1850
- Liotia lamellosa Schepman, 1908: syn. Bathyliotina lamellosa (Schepman, 1908)
- Liotia lucasensis Strong, 1934: syn. Haplocochlias lucasensis (Strong, 1934)
- Liotia lurida Dall, 1913: syn. Arene lurida (Dall, 1913)
- Liotia mayana Tate, R. 1899: syn. Munditia mayana (Tate, 1899)
- Liotia microforis Dall, 1889: syn. Arene microforis (Dall, 1889)
- Liotia minima Tenison-Woods, 1878: syn. Lodderena minima (Tenison-Woods, 1878)
- Liotia miniata Dall, 1889: syn. Arene miniata (Dall, 1889)
- Liotia nitida Verrill & Smith, 1885: syn. Eccliseogyra nitida (Verrill & Smith, 1885)
- Liotia olivacea Dall, 1918: syn. Arene olivacea (Dall, 1918)
- Liotia pacis Dall, 1908: syn. Arene pacis (Dall, 1908)
- Liotia perforata Dall, 1889: syn. Arene briareus (Dall, 1881)
- Liotia pergemma Gardner, 1948: syn. Arene tricarinata (Stearns, 1872)
- Liotia planorbis Dall, 1927: syn. Palazzia planorbis (Dall, 1927)
- Liotia polypleura Hedley, 1904: syn. Liotella polypleura (Hedley, 1904)
- Liotia radiata Kiener, 1838: syn. Arene cruentata (Mühlfeld, 1824)
- Liotia riisei Rehder, 1943: syn. Arene riisei Rehder, 1943
- Liotia rostrata Hedley, 1900: syn. Canimarina rostrata (Hedley, 1900)
- Liotia siderea Angas, 1865: syn. Munditia tasmanica (Tenison-Woods, 1875)
- Liotia socorroensis Strong, 1934: syn. Arene socorroensis (Strong, 1934)
- Liotia subquadrata Tenison-Woods, 1878: syn. Munditia subquadrata (Tenison-Woods, 1878)
- Liotia tasmanica Tenison-Woods, 1875: syn. Munditia tasmanica (Tenison-Woods, 1875)
- Liotia tortugana Dall, 1927: syn. Cyclostrema tortuganum (Dall, 1927)
- Liotia tricarinata Stearns, 1872: syn. Arene tricarinata (Stearns, 1872)
- Liotia trullata Dall, 1889: syn. Arene bairdii (Dall, 1889)
- Liotia variabilis Dall, 1889: syn. Arene variabilis (Dall, 1889)
- Liotia venusta Woodring, 1928:[2] syn. Arene venusta (Woodring, 1928)